# 竜池駅
竜池駅（りゅうちえき）は、中華人民共和国江蘇省南京市六合区六合大道與と白果東路の交差点の南東側にある、南京地下鉄S8号線の駅である。

## 駅名
駅名については、事業着手当初は南京地下鉄集団は「六合区政府駅」の仮称を用いており、開業前に「竜池駅」に決定したことが発表された。

## 歴史
- 2014年8月1日S8号線の駅として開業。

## 駅構造

### のりば
| 番線 | 路線             | 方面                                          | 行先          |
| ---- | ---------------- | --------------------------------------------- | ------------- |
|      | 南京地下鉄S8号線 | 卸甲甸・高新開発区・長江大橋北・柳洲南路 方面 | 浦口公園 行き |
|      | 南京地下鉄S8号線 | 方州広場・沈橋・八百橋・金牛湖 方面           | 天長 行き     |

### 改札・出入口
- 1号出入口：浦六路・寧六路
- 2号出入口：寧六路
- 3号出入口：寧六路

## 駅周辺
- 六合区人民政府

## 隣の駅
南京地下鉄
■S8号線
六合開発区駅- 竜池駅-雄州駅